# Mickey Keegan
Mickey Keegan, pseudonimo di Max Pelham (Framingham, 15 febbraio 1986), è un ex wrestler statunitense sotto contratto con la WWE come assistente creativo.

## Carriera

### Chaotic Wrestling (2005-2009)
Pelham combatte inizialmente nella Chaotic Wrestling come Max Bauer, facendo parte della Intellectual Properties con Arch Kincaid e Tommaso Ciampa. Il 9 dicembre 2006, in coppia con Kincaid, vince il Chaotic Wrestling Tag Team Championship sconfiggendo i Logan Brothers. Perdono i titoli il 21 aprile 2006, salvo rivincerli sempre contro i Logan il 30 giugno. Il 20 ottobre, perdono contro Jason Blade e Kid Mikaze, perdendo le cinture. Ciampa turnerà poi Face e verrà sostituito da Alex Arion nella stable. Nel 2007, Bauer si unisce alla Big Business, un'altra stable in una faida con Brian Fury. Vince i titoli di coppia per la terza volta insieme ad Alex Arion. Bauer esce poi dalla stable e inizia a combattere per un breve periodo in coppia con Chase Del Monte. Il 5 dicembre, partecipa al 6-Way Match per decretare il primo sfidante al titolo ma perde contro Rick Fuller.

### New England Championship Wrestling (2006-2010)
Bauer fa il suo debutto per la New England Championship Wrestling il 10 giugno 2006, sconfiggendo Nat Turner. Alla sua seconda apparizione, sfida Frankie Arion per il NECW Television Championship, ma perde. Bauer torna poi il 28 ottobre a Monster's Brawl, come parte della DNA, insieme a Scott Reed e TJ Richter e i tre sconfiggono RIOT, Billy Kind e Mike Lynch. Nello show seguente, Double Impact, Bauer e Reed sconfiggono Jose Perez e Pat Masters.
Il 24 febbraio 2007, Bauer perde contro Alex Arion, provocando una faida fra la DNA e Arion. Quest'ultimo sconfigge Bauer e Reed a March Badness in un Handicap Match. A Global Impact, Arion sconfigge Richter mentre Bauer e Reed attaccato Arion a fine match causando la sospensione ufficiale da parte della NECW. Arion sconfigge anche Richter un'altra volta in un Gauntlet Match anche contro Reed e Bauer, permettendo a suo fratello Frankie Arion di tornare nella NECW dopo dieci mesi. A Birthday Bash 7: Caged Fury il 18 agosto, Bauer e Richter vengono sconfitti dagli Arions. Il 27 ottobre, la DNA si scioglie quando Bauer attacca Richter che aveva causato la sua sconfitta per squalifica contro il Television Champion Brandon Locke. Il 28 dicembre, Bauer vince il Toxic Waltz Tournament sconfiggendo proprio Richter in finale, guadagnando una title shot per il NECW Triple Crown Heavyweight Title.
A Snowbrawl il 28 gennaio, Bauer insieme a Brian Fury, Alex Arion e Bobby Fish sconfigge Rick Fuller, D.C. Dillinger, Eddie Edwards e Antonio Thomas in un 8-Man Elimination Tag Team Match. Al Match guadagnato al Toxic Waltz, perde contro il campione Rick Fuller. Il 26 aprile, il titolo viene reso vacante e messo in palio in un Triple Treath Match fra Fuller, Bauer e Thomas e il match viene vinto da Bauer. Al Toxic Waltz 2008, Bauer combatte con una maschera come "Masked Enforcer", e vince il torneo sconfiggendo Alex Arion in finale. Viene smascherato dal presidente Sheldon Goldberg e la sua vittoria annullata, dato che non poteva partecipare essendo già il campione, e la vittoria viene data ad Alex Arion che diventa anche primo sfidante al titolo. Dopo aver sconfitto Handsome Johnny il 13 dicembre difendendo il titolo, lo batte anche il 10 gennaio 2009 per squalifica. A Genesis 8, Bauer sconfigge Arion mantenendo il titolo. Bauer perde il titolo dopo 22 mesi contro Brandon Locke.

### WWE

#### NXT (2012-2013)
Pelham firma un contratto di sviluppo con la WWE nell'ottobre 2012. Viene mandato ad NXT Wrestling per allenarsi dove fa il suo debutto come Axl Keegan il 5 dicembre, perdendo un match contro Bo Dallas. Il 23 gennaio, riceve un No-Title Match contro il campione Big E Langston, nel quale viene sconfitto in pochi secondi. Si ritira nel 2013.

## Titoli e riconoscimenti
Chaotic Wrestling
- Chaotic Wrestling New England Championship (2)
- Chaotic Wrestling Tag Team Championship (3 - 2 con Arch Kincaid - 1 con Alex Arion)

New England Championship Wrestling
- NECW Triple Crown Heavyweight Championship (1)

East Coast Wrestling Association
- ECWA Tag Team Championship (1 - con Kermon the German)

Pro Wrestling Illustrated
- 324º nella classifica dei 500 migliori wrestler singoli su PWI 500 (2011)